# سطح نفوذناپذیر

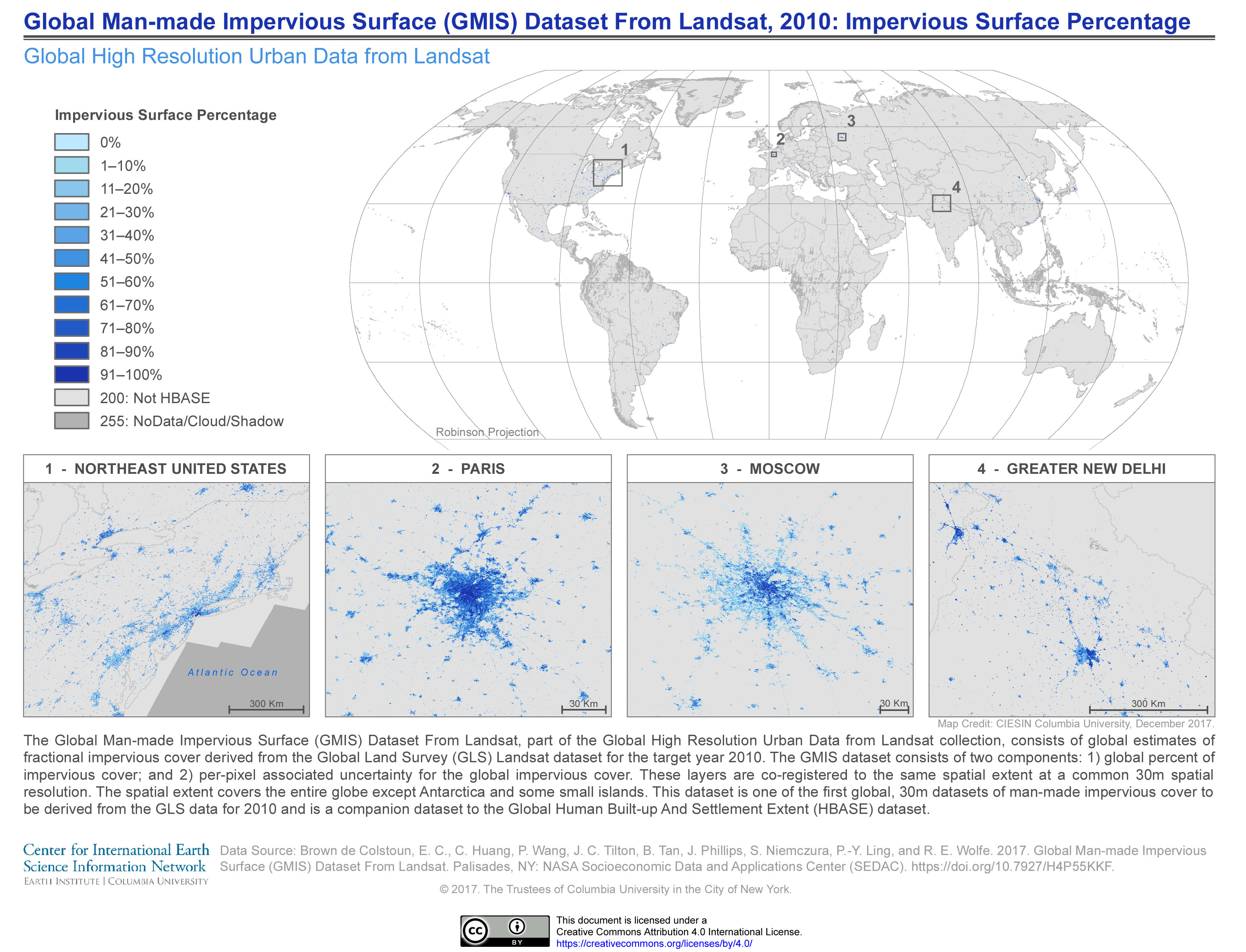
درصد سطح نفوذناپذیر در شهرهای مختلف جهان

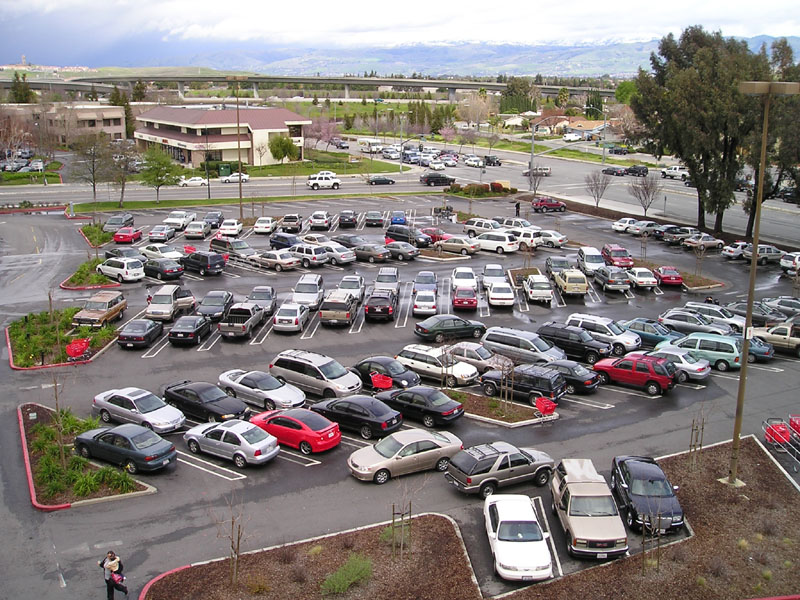
پارکینگ‌ها به شدت نفوذناپذیر هستند.

سطح نفوذناپذیر (به انگلیسی: Impervious surface) عمدتاً سازه‌های مصنوعی هستند - مانند پیاده‌روها (جاده‌ها، پیاده‌روها، جاده‌ها و پارکینگ‌ها و همچنین مناطق صنعتی مانند فرودگاه‌ها، بندرها و مراکز پخش و پشتیبانی که همگی از مناطق سنگفرش قابل توجهی استفاده می‌کنند) که توسط مواد مقاوم به آب پوشانده شده‌است. مصالح مقاوم مانند آسفالت، بتن، آجر، سنگ و پشت بام. خاک‌های متراکم‌شده‌ توسط توسعه شهری نیز بسیار نفوذناپذیر هستند.

## جستارهای بیشتر
- هدایت هیدرولیک
- نفوذپذیری (علوم زمین)